# LR-Algorithmus
Der LR-Algorithmus, auch Treppeniteration, LR-Verfahren oder LR-Iteration, ist ein Verfahren zur Berechnung aller Eigenwerte und eventuell auch Eigenvektoren einer quadratischen Matrix und wurde 1958 vorgestellt von Heinz Rutishauser. Er ist der Vorläufer des gängigeren QR-Algorithmus von John G. F. Francis und Wera Nikolajewna Kublanowskaja. Beide basieren auf dem gleichen Prinzip der Unterraumiteration, verwenden im Detail aber unterschiedliche Matrix-Faktorisierungen, die namensgebende LR-Zerlegung bzw. QR-Zerlegung.
Obwohl der LR-Algorithmus sogar einen geringeren Aufwand als der QR-Algorithmus aufweist, verwendet man heutzutage für das vollständige Eigenwertproblem eher den letzteren, da der LR-Algorithmus weniger zuverlässig ist.

## Ablauf des LR-Algorithmus
Der LR-Algorithmus formt die gegebene quadratische Matrix {\displaystyle A=:A_{0}} in jedem Schritt um, indem zuerst ihre LR-Zerlegung berechnet wird, sofern diese existiert, und dann deren beide Faktoren in umgekehrter Reihenfolge wieder multipliziert werden, d. h.
{\displaystyle A_{0}:=A}
for {\displaystyle k=1,2,\ldots } do
{\displaystyle A_{k-1}=:L_{k}R_{k}} (LR-Zerlegung)
{\displaystyle A_{k}:=R_{k}L_{k}}
end for
Da {\displaystyle A_{k}=R_{k}L_{k}=L_{k}^{-1}A_{k-1}L_{k}} ähnlich ist zu {\displaystyle A_{k-1}} bleiben alle Eigenwerte erhalten.
Der LR-Algorithmus hat wie der QR-Algorithmus den Vorteil, am Platz durchführbar zu sein, d. h. durch Überschreiben der Matrix {\displaystyle A} und weist im Vergleich zum QR-Algorithmus sogar geringere Kosten auf, da die bei der LR-Zerlegung verwendeten Gauß-Transformationen (vgl. Elementarmatrix) jeweils nur eine Zeile ändern, während Givens-Rotationen jeweils auf 2 Zeilen operieren. Zusätzlich sind beim LR-Algorithmus auch die vom QR-Algorithmus bekannten Maßnahmen zur Beschleunigung der Rechnung einsetzbar:
- für Hessenbergmatrizen kostet jeder LR-Schritt nur {\displaystyle O(n^{2})} Operationen
- die Konvergenz lässt sich durch Spektralverschiebung wesentlich beschleunigen
- durch Deflation kann die Iteration auf eine Teilmatrix eingeschränkt werden, sobald sich einzelne Eigenwerte abgesondert haben.

## Probleme im LR-Algorithmus
Der entscheidende Nachteil des LR-Algorithmus ist aber, dass die einfache LR-Zerlegung der Matrizen {\displaystyle L_{k}R_{k}=A_{k-1}} eventuell nicht existiert oder durch kleine Pivotelemente zu großen Rundungsfehlern führen kann. In diesem Fall sind Zeilenvertauschungen erforderlich, welche auf eine modifizierte Zerlegung {\displaystyle A_{k-1}=P_{k}L_{k}R_{k}} mit einer Permutationsmatrix {\displaystyle P_{k}} führen. Die entsprechende Modifikation des Verfahrens ist {\displaystyle A_{k}=R_{k}P_{k}L_{k}=L_{k}^{-1}(P_{k}^{T}A_{k-1}P_{k})L_{k}}, welche wieder auf eine zu {\displaystyle A_{k-1}} ähnliche Matrix führt. Allerdings ist dann die Konvergenz nicht mehr gesichert, es gibt Beispiele, wo die modifizierte Iteration zur Ausgangsmatrix {\displaystyle A=A_{0}} zurückkehrt. Daher bevorzugt man den QR-Algorithmus, der dieses Problem nicht hat.